# 新井田風の道トンネル
新井田風の道トンネル（にいだかぜのみちトンネル）は、青森県八戸市にあるトンネルである。

## 概要
新井田風の道トンネルは青森県八戸市の湊高台地区と新井田地区を結ぶ青森県道29号八戸環状線のトンネルである。トンネルの長さは420 m。2002年に開通したトンネルである。青森県道29号八戸環状線すなわち八戸都市計画による都市計画道路3・3・8白銀市川環状線の一部で幅員は22 m。自動車専用道路で、歩行者及び自転車は通行できない。
新井田風の道トンネルが開通したことにより、八戸市鮫・白銀方面から、新井田方面へのアクセスが大幅に改善された。
トンネルの真上には、トンネルの開通に合わせて風の道公園が建設された。